# 布拉加迪魯
布拉加迪魯(Bragadiru)是羅馬尼亞的城鎮，位於該國南部，距離首府布加勒斯特12公里，由伊爾福夫縣負責管轄，面積21.79平方公里，海拔高度81米，2009年人口9,377，大多數居民信奉東正教。

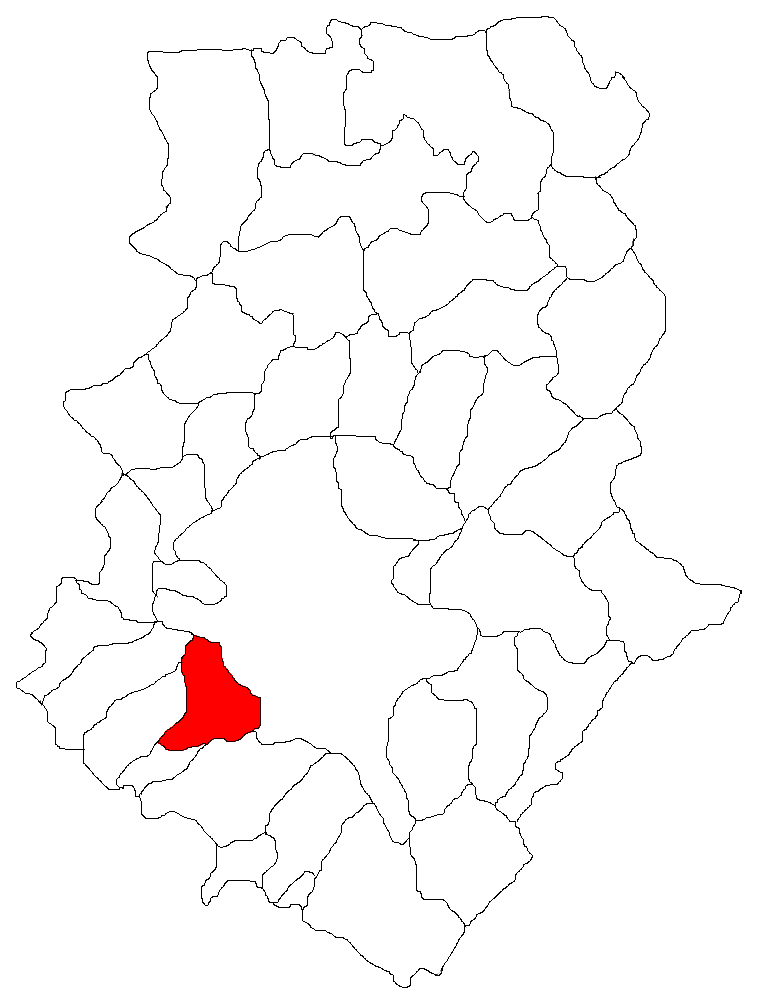
布拉加迪魯